# Туапсе (порт)
Порт Туапсе — российский морской торговый порт федерального значения на Кавказском побережье Чёрного моря.
Расположен в вершине бухты Туапсе, юго-восточнее мыса Кадош и включает в себя участки водной поверхности в устьях рек Паук и Туапсе.
Порт функционирует круглогодично 24 часа в сутки, здесь осуществляется перевалка генеральных грузов, нефти и нефтепродуктов, зерна, минеральных удобрений, сельхозпродукции, навалочных грузов (угля, руды и др.).

## История
Является старейшим предприятием Туапсе.
Датой основания порта считается 26 декабря 1898 года — в этот день под защиту вновь построенных береговых и рейдовых молов в бухту вошло первое торговое судно. До 1917 года постоянно проводились работы по строительству объектов морского порта, к этому времени он достиг пределов современной акватории.

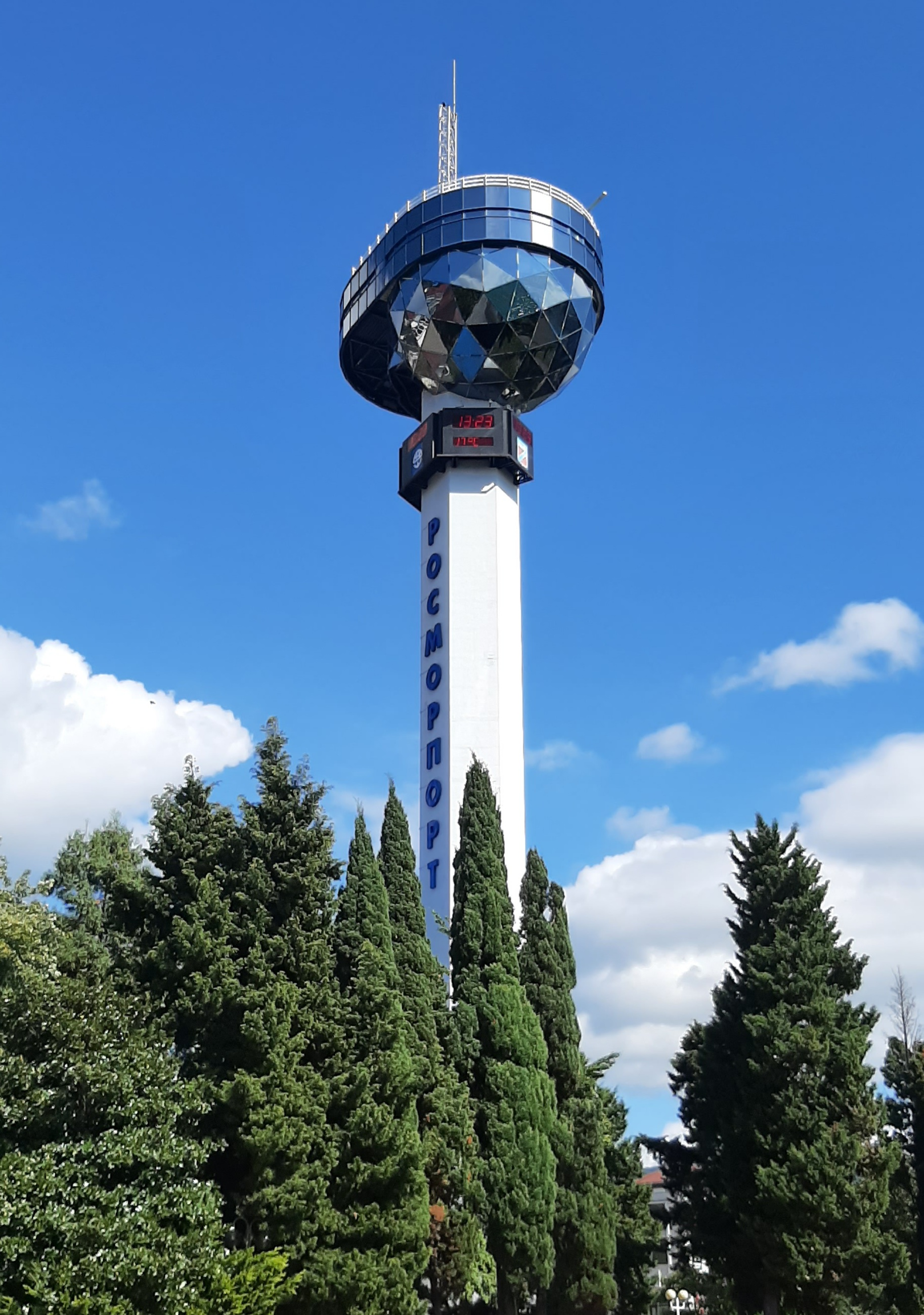
Диспетчерская башня порта

В начале 1930-х гг. в порту был построен причал длиной 310 метров, получивший название Широкий мол, что позволило ему превратиться в крупнейший нефтеналивной порт в СССР.
Осенью 1941 года на базе порта сформирована Туапсинская военно-морская база. Туапсинский морской торговый порт становится временной главной базой Черноморского флота. Тесный и неудобный порт с огромным трудом справлялся в своей новой ролью. В ночь с 21 на 22 января 1942 года разыгрался шторм огромной силы, во время которого погибли 3 катера, выбросило на камни и разбило волнами корпус недостроенного тральщика, большие повреждения получили крейсер «Молотов», эсминцы «Смышленый» и «Бойкий», подводная лодка «Щ-214» и базовый тральщик «Гарпун», на кораблях погибли 19 моряков, большой ущерб причинён портовым сооружениям
После войны инфраструктура порта была восстановлена и получила дальнейшее развитие, и в 1956 году с увеличением причального фронта началась перевалка экспортно-импортных грузов. В 1959 году в порту работает 826 человек.
В 1964 году была реконструирована пассажирская пристань, построен новый морской вокзал. В порт стали заходить большие пассажирские суда. Начато строительство объектов, обеспечивающих снабжение транспортных судов продуктами питания.
В 1979—1985 годах завершена реконструкция грузового района Широкого мола, был серьёзно обновлён служебно-вспомогательный портофлот, увеличен грузооборот. К 1991 году число работников порта достигло 1650 человек.
В 1994 году портом начато массовое жилищное строительство в северо-западном районе Туапсе. Спустя 4 года порт построил новые здания своего административно-хозяйственного комплекса.
В 2004 году группа ОАО «Новолипецкий металлургический комбинат» приобрела мажоритарный пакет акций ОАО «Туапсинский морской торговый порт».

## Описание порта
Морской порт принимает суда с осадкой до 15 метров, длиной до 250 метров и шириной до 45 метров. Имеется Зерновой и Нефтяной терминал. Судоходство осуществляется в сложных гидрометеорологических условиях, характеризующихся периодическими резонансными горизонтальными колебаниями масс воды (тягун), штормовыми ветрами южных направлений со скоростью более 14 метров в секунду и с высотой волн более 2 метров. Порт не является местом убежища для судов в штормовую погоду. Лоцманская проводка судов обязательна.
В порту есть возможность для пополнения запасов топлива, продовольствия, пресной воды, приема сточных и нефтесодержащих вод, всех категорий мусора, а также проведения ремонта оборудования и водолазного осмотра судна.

## Производственная инфраструктура

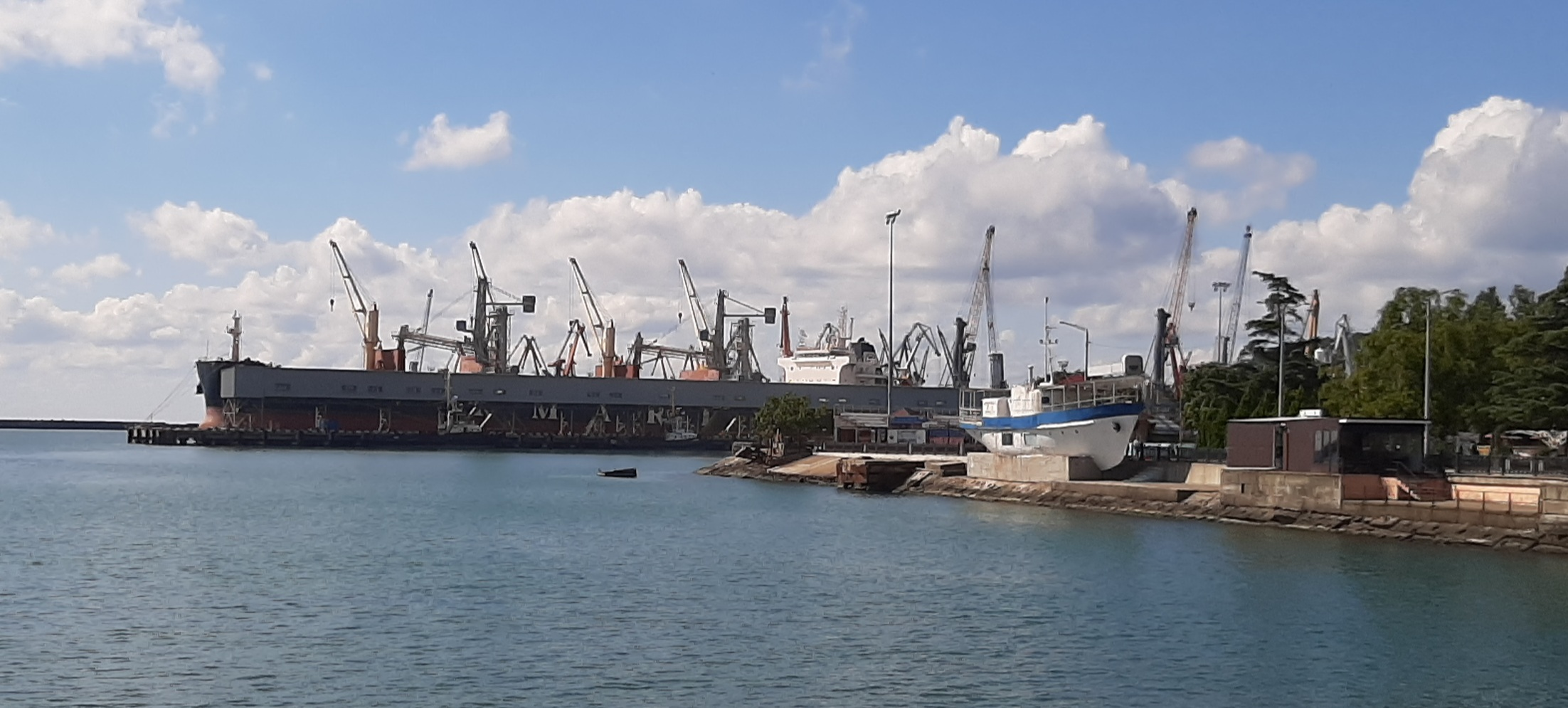

По состоянию на 2021 год перевалка грузов осуществлялась 31 портальными кранами, 1 мостовым краном, 23 терминальными тягачами, 41 вилочными автопогрузчиками, 13 ковшовыми автопогрузчиками, и более чем 60 автомобилями внутрипортовой механизации.
Торговый порт обладает 10 судами флота.
Торговый порт располагает крытыми складами площадью около 6 тыс. м², открытыми складскими площадками площадью 61 тыс. м².